# Jeon Hun-young
Jeon Hun-young (hangeul : 전훈영 ; RR : Jeon Hunyeong ; MR : Chŏn Hunyŏng), née le 29 mai 1994 à Incheon, est une archère sud-coréenne. Elle est championne olympique par équipes aux Jeux de 2024.

## Carrière
Jeon se classe deuxième de la sélection nationale sud-coréenne, ce qui lui permet d'obtenir son billet pour les Jeux de 2024. Lors du tour de classement de l'épreuve individuelle, elle réussit avec Lim Si-hyeon et Nam Su-hyeon à marquer un nouveau record olympique par équipe avec 2 046 points. Lors de la finale par équipes, les trois archères Sud-Coréennes battent le trio chinois pour remporter l'or, 6 à 2. C'est le 10e titre consécutif pour ce pays en équipes féminines.

## Palmarès

### Jeux olympiques
- médaille d'or par équipes féminine en 2024 à Paris,  France